# Philipp Max
Pour les articles homonymes, voir Max.
Philipp Max, né le 30 septembre 1993 à Viersen, est un footballeur allemand qui évolue au poste de latéral gauche au Panathinaïkós.

## Biographie

### Carrière en club

#### Karlsruher SC (2014-2015)
Philipp Max rejoint en 2014 le Karlsruher SC en deuxième division pour 750 000 euros et pour une durée de trois ans.

#### FC Augsbourg (2015-2020)
Un an plus tard, il signe au FC Augsbourg pour un montant de 3,8 millions d'euros.

#### PSV Eindhoven (2020-2023)
Philipp Max rejoint en 2020 le PSV Eindhoven et pour une durée de quatre ans.

### Sélection
Durant l'été 2016, il est sélectionné en équipe d'Allemagne pour disputer les Jeux Olympiques de Rio. Lors de la compétition, il inscrit un but contre le Portugal en quart de finale (victoire 0-4).

## Statistiques
| Saison                | Club                       | Championnat           | Championnat | Championnat | Coupe(s) nationale(s) | Coupe(s) nationale(s) | Compétition(s) continentale(s) | Compétition(s) continentale(s) | Compétition(s) continentale(s) | Barrages Bundesliga | Barrages Bundesliga | Supercoupe | Supercoupe | Total | Total |
| Saison                | Club                       | Division              | M.          | B.          | M.                    | B.                    | Comp.                          | M.                             | B.                             | M.                  | B.                  | M.         | B.         | M.    | B.    |
| 2012-2013             | Schalke 04 II              | Regionalliga          | 32          | 2           | -                     | -                     | -                              | -                              | -                              | -                   | -                   | -          | -          | 32    | 2     |
| 2013-2014             | Schalke 04 II              | Regionalliga          | 22          | 1           | -                     | -                     | -                              | -                              | -                              | -                   | -                   | -          | -          | 22    | 1     |
| Sous-total            | Sous-total                 | Sous-total            | 54          | 3           | 0                     | 0                     | -                              | 0                              | 0                              | 0                   | 0                   | 0          | 0          | 54    | 3     |
| 2013-2014             | Schalke 04                 | Bundesliga            | 2           | 0           | -                     | -                     | C1                             | -                              | -                              | -                   | -                   | -          | -          | 2     | 0     |
| Sous-total            | Sous-total                 | Sous-total            | 2           | 0           | 0                     | 0                     | -                              | 0                              | 0                              | 0                   | 0                   | 0          | 0          | 2     | 0     |
| 2014-2015             | Karlsruher SC              | 2. Bundesliga         | 22          | 0           | 1                     | 0                     | -                              | -                              | -                              | 2                   | 0                   | -          | -          | 25    | 0     |
| 2015-2016             | Karlsruher SC              | 2. Bundesliga         | 1           | 0           | -                     | -                     | -                              | -                              | -                              | -                   | -                   | -          | -          | 1     | 0     |
| Sous-total            | Sous-total                 | Sous-total            | 23          | 0           | 1                     | 0                     | -                              | 0                              | 0                              | 2                   | 0                   | 0          | 0          | 26    | 0     |
| 2015-2016             | FC Augsbourg               | Bundesliga            | 26          | 0           | 1                     | 0                     | C3                             | 4                              | 0                              | -                   | -                   | -          | -          | 31    | 0     |
| 2016-2017             | FC Augsbourg               | Bundesliga            | 25          | 1           | 1                     | 0                     | -                              | -                              | -                              | -                   | -                   | -          | -          | 26    | 1     |
| 2017-2018             | FC Augsbourg               | Bundesliga            | 33          | 2           | 1                     | 0                     | -                              | -                              | -                              | -                   | -                   | -          | -          | 34    | 2     |
| 2018-2019             | FC Augsbourg               | Bundesliga            | 30          | 4           | 4                     | 0                     | -                              | -                              | -                              | -                   | -                   | -          | -          | 34    | 4     |
| 2019-2020             | FC Augsbourg               | Bundesliga            | 31          | 8           | -                     | -                     | -                              | -                              | -                              | -                   | -                   | -          | -          | 31    | 8     |
| Sous-total            | Sous-total                 | Sous-total            | 145         | 15          | 7                     | 0                     | -                              | 4                              | 0                              | 0                   | 0                   | 0          | 0          | 156   | 15    |
| 2020-2021             | PSV Eindhoven              | Eredivisie            | 29          | 5           | 3                     | 1                     | C3                             | 12                             | 0                              | -                   | -                   | -          | -          | 44    | 6     |
| 2021-2022             | PSV Eindhoven              | Eredivisie            | 23          | 1           | 3                     | 0                     | C1+C3+C4                       | 6+5+6                          | 0+1+0                          | -                   | -                   | 1          | 0          | 44    | 2     |
| 2022-2023             | PSV Eindhoven              | Eredivisie            | 14          | 0           | 1                     | 0                     | C1+C3                          | 4+5                            | 0+0                            | -                   | -                   | 1          | 0          | 25    | 0     |
| Sous-total            | Sous-total                 | Sous-total            | 66          | 6           | 7                     | 1                     | -                              | 38                             | 0                              | -                   | -                   | 2          | 0          | 113   | 7     |
| 2022-2022             | Eintracht Francfort (prêt) | Bundesliga            | 10          | 0           | 3                     | 0                     | C1                             | 2                              | 0                              | -                   | -                   | 1          | -          | 16    | 0     |
| 2023-2024             | Eintracht Francfort        | Bundesliga            | 16          | 0           | 2                     | 0                     | C4                             | 2                              | 0                              | -                   | -                   | -          | -          | 20    | 0     |
| Sous-total            | Sous-total                 | Sous-total            | 26          | 0           | 5                     | 0                     | -                              | 4                              | 0                              | 0                   | 0                   | 0          | 0          | 35    | 0     |
| Total sur la carrière | Total sur la carrière      | Total sur la carrière | 264         | 21          | 20                    | 1                     | -                              | 46                             | 0                              | 2                   | 0                   | 2          | 0          | 334   | 22    |

### En sélection
| Saison                | Sélection             | Phases finales        | Phases finales | Phases finales | Phases finales | Éliminatoires | Éliminatoires | Éliminatoires | Matchs amicaux | Matchs amicaux | Matchs amicaux | Total | Total | Total |
| Saison                | Sélection             | Compétition           | M              | B              | Pd             | M             | B             | Pd            | M              | B              | Pd             | M     | B     | Pd    |
| --------------------- | --------------------- | --------------------- | -------------- | -------------- | -------------- | ------------- | ------------- | ------------- | -------------- | -------------- | -------------- | ----- | ----- | ----- |
| 2020-2021             | Allemagne             | Ligue des nations     | 2              | 0              | 0              | 0             | 0             | 0             | 1              | 0              | 0              | 3     | 0     | 0     |
| Total sur la carrière | Total sur la carrière | Total sur la carrière | 2              | 0              | 0              | 0             | 0             | 0             | 1              | 0              | 0              | 3     | 0     | 0     |

## Palmarès
- Allemagne olympique
  -  Médaille d'argent aux Jeux Olympiques 2016.

 PSV Eindhoven
- Coupe des Pays-Bas (1) :
  - Vainqueur : 2022.

- Supercoupe des Pays-Bas (1) :
  - Vainqueur : 2022

## Vie privée
Il est le fils de l'ancien international allemand Martin Max.